# Сологуб, Вадим Николаевич
Вади́м Никола́евич Сологу́б (укр. Вадим Миколайович Сологуб; род. 11 марта 2004, Гнивань, Винницкая область) — украинский футболист, полузащитник.

## Биография
Родился в городе Гнивань Винницкой области. Футболом начал заниматься в местном «Будивельнике», первый тренер — Александр Квятковский. В чемпионатах ДЮФЛУ провел 74 матча, в которых забил 23 гола, за винницкую «Премьер-Ниву» и львовские «УФК-Карпаты».
В 2021 году играл за юношескую команду львовского «Руха». В первой половине сезона 2022/23 выступал за перволиговый «Горняк-Спорт».
31 марта 2023 г. подписал контракт с харьковским «Металлистом 1925». Контракт рассчитан до конца 2026.